# Hans Wassmann

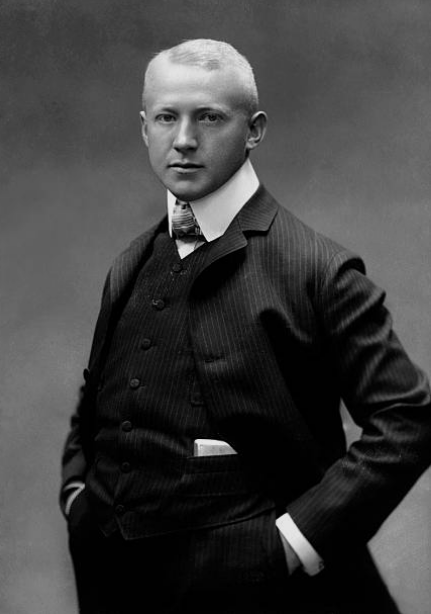
Hans Wassmann.

Hans Wassmann, född 1 januari 1873 i Berlin, död 5 april 1932 i samma stad, var en tysk skådespelare. Han scendebuterade 1892, och blev 1896 engagerad vid Deutsches Theater, Berlin. Wassmann filmdebuterade cirka 1915 och medverkade i 50 filmer fram till 1932.

## Filmografi, urval
- 1926 – Kyska Susanna
- 1931 – Hennes majestät kärleken
- 1931 – Kvinnan bakom allt
- 1931 – Köpenick-Kaptenen
- 1931 – Ronny
- 1931 – Felix bravader
- 1932 – Bättre dag för dag